# Conanthera campanulata
Conanthera campanulata là một loài thực vật có hoa trong họ Tecophilaeaceae. Loài này được Lindl. mô tả khoa học đầu tiên năm 1826.